# 베논 캠벨
버넌 캠벨(Vernon Campbell, 1961년 4월 4일 ~ )은 미국의 배우이다.
뉴어크에서 태어났다.

## 출연 작품
- 시티 아일랜드 (2009년)
- 더 레슬러 (2008년)
- 채펠스 쇼 (2003년)
- 벨리 (1998년)
- Six Ways to Sunday (1997)
- 코트 (1996년)
- 12 몽키즈 (1995년)
- 죽음의 펀치 (1990년)